# Xantho poressa
Xantho poressa is een krab die voorkomt in de Zwarte Zee, de Middellandse Zee en het oosten van de Atlantische Oceaan. 
De juveniele exemplaren leven tussen Posidonia tot hun laatste ecdysis waarna ze zich naar rostgebieden begeven

## Synoniemen
- Alpheus tinctor Weber, 1795 (nomen nudum)
- Cancer poressa Olivi, 1792
- Cancer tinctor Fabricius, 1798
- Xantho rivulosa Risso, 1827